# Mukrin ibn Abd al-Aziz Al Su’ud
Mukrin ibn Abd al-Aziz Al Su’ud (arab. مقرن بن عبدالعزيز آل سعود, Muqrin ibn ʿAbd al-ʿAzīz Āl Suʿūd; ur. 15 września 1945 w Rijadzie) – książę saudyjski.
Urodził się jako trzydziesty piąty syn króla Arabii Saudyjskiej Abd al-Aziza ibn Su’uda. Matką księcia Mukrina była osiemnasta żona króla, Jemenka Baraka al-Jamanijja.
W latach 1965–1980 służył w Królewskich Saudyjskich Siłach Powietrznych. Był gubernatorem prowincji Ha’il (1980-1999 r.), a następnie prowincji Medyna (1999-2005 r.). Od 2005 do 2012 r. pełnił funkcję dyrektora agencji wywiadu Arabii Saudyjskiej Ri’asat al-Istichbarat al-Amma. Od 2012 do 2015 roku był specjalnym wysłannikiem (w randze ministra) króla Arabii Saudyjskiej. W latach 2013–2015 sprawował urząd drugiego wicepremiera. W 2014 roku został ogłoszony pierwszym w historii wicenastępcą tronu przez króla Abd Allaha, który stworzył właśnie nową, nieznaną wcześniej w Arabii Saudyjskiej i na całym świecie funkcję. Od 23 stycznia do 29 kwietnia 2015 r. był następcą tronu i pierwszym wicepremierem.
Doczekał się piętnaściorga dzieci pochodzących z dwóch małżeństw z Abtą bint Hammud ibn Fahd al-Dżabr ar-Raszid i Nurą bint Ahmad al-Mukrin.